# Dumping
Dumpingul (din limba engleză: to dump) descrie vânzarea unor produse sub prețul de producție, de multe ori, cu scopul de a elimina alți concurenți de pe piață. Actualmente, termenul de dumping este folosit mai des în contextul comerțului internațional, și semnifică exportul unor anumite mărfuri într-o anumită țară sub prețul pieței din țara respectivă (și de multe ori sub costul de producție al producătorilor din acea țară).
Dumpingul este o formă de concurență neloială și este ilegal în multe economii de piață.
În Uniunea Europeană, practicile de dumping sunt reglementate prin 384/96, cu modificările ulterioare. Potrivit acestora se consideră că un produs face obiectul unui dumping atunci când prețul său de export către Comunitate este mai mic decât prețul comparabil, practicat în
cadrul relațiilor comerciale normale, pentru produsul similar în țara exportatoare. De asemenea, regulamentul 2423/88 cu privire la practicile de dumping și subvențiile relative la importurile din țările nemembre ale Comunității Europene relevă necesitatea ca măsurile de protecție comercială de întreprins, în caz de dumping și subvenții, să fie întemeiate pe principii uniforme.
Dacă dumpingul constă într-o politică de prețuri reduse sub costul produsului folosită de companiile mari pentru a distruge concurența, antidumpingul constă intr-o metodă de combatere a monopolului și se aplică tocmai pentru facilitarea concurenței.